# Yale University Women's Volleyball
La Yale University Women's Volleyball è la squadra pallavolo femminile appartenente alla Yale University, con sede a New Haven (Connecticut): milita nella Ivy League della NCAA Division I.

## Storia
Il programma di pallavolo femminile della Yale University viene fondato nel 1977, iscrivendosi immediatamente alla Ivy League, all'epoca affiliata all'AIAW Division I, conquistando un titolo di conference. Al termine degli impegni del 1979 il programma viene chiuso, ma la squadra di pallavolo continua a competere nella Ivy League come club universitario. 
Nel 1986 le Bulldogs tornano a giocare con lo status di programma universitario, sempre nella Ivy League: conquistano altri dodici titoli di conference, ma al torneo di NCAA Division I non superano mai il secondo turno.

## Record
| Piazzamento          |    | Edizione                                                                                          |
| -------------------- | -- | ------------------------------------------------------------------------------------------------- |
| Tornei NCAA          | 10 | Secondo turno: 2 2004, 2008                                                                       |
| Tornei NCAA          | 10 | Primo turno: 7 2011, 2012, 2013, 2014, 2018, 2022, 2023, 2024                                     |
| Titoli di conference | 14 | Ivy League: 14 1978, 2004, 2008, 2010, 2011, 2012, 2013, 2014, 2017, 2018, 2019, 2022, 2023, 2024 |

## Conference
- Ivy League: 1977-

## Allenatori
- Elaine Marasco: 1977-1978
- Linda Hamm: 1979
- Peg Scofield: 1986-2002
- Erin Appleman: 2003-